# Jules Dupré

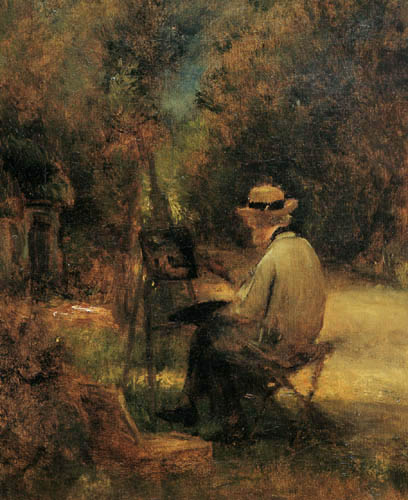
Dupré önarcképe, 1870

Jules Dupré (Nantes, 1811. április 5. – L’Isle-Adam, 1889. október 6.) francia festő és litográfus, a barbizoni iskola lírai, drámai, olykor szenvedélyes felfogású művésze, kitűnt arcképeivel is. Műveinek gazdag gyűjteménye található a Louvre-ban.

## Élete és munkássága
Dupré a nagy elődök közül Théodore Géricault, Claude le Lorrain és Rembrandt festészetét csodálta. 1823-ban érkezett Párizsba, hogy maga is festő legyen, majd az 1830-as évek közepétől főleg Barbizonban élt. Eleinte nagy hatással volt rá Théodore Rousseau tájképfestészete, apró részletességgel festette a tájat, később dinamikusabb, szélesebb ecsetkezelésre tért át, túlhaladt Rousseau epikus felfogásán, az ő festészeti szemlélete szenvedélyessé, líraivá, sőt drámaivá vált. A barbizoni kolónia egyik legkiválóbb tájképfestője, de kitűnt arcképeivel és litográfiáival is. Természetábrázolásában külön szerepet kaptak az égbolt tüneményei.

## Főbb művei

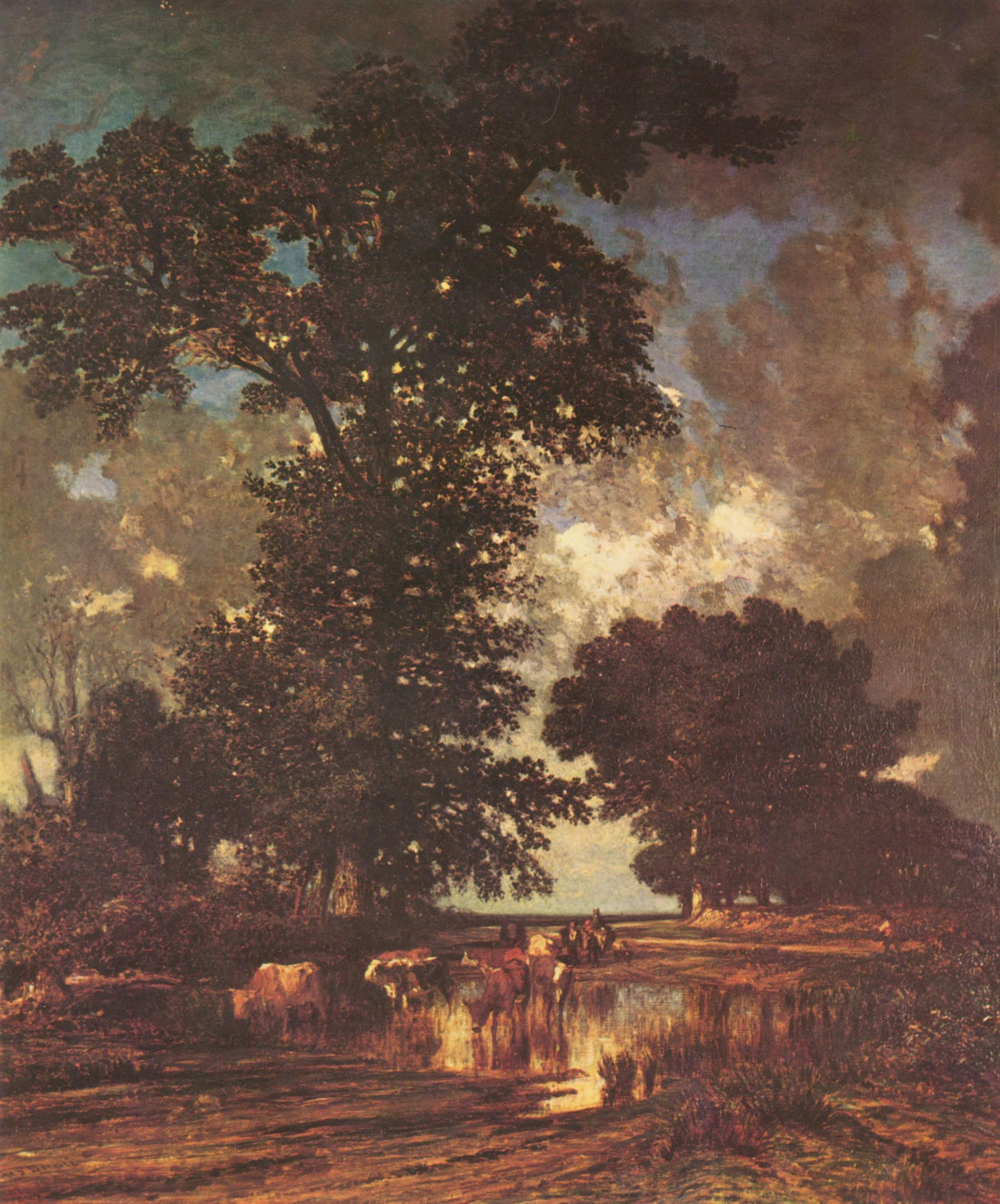
Tehenek a gázlónál, 1850

- Folyópartján
- Tehenek a gázlónál
- Vihar után
- A tenger
- Napnyugta a mocsárnál
- Reggel
- Alkonyat
- Jön az ősz
- Normandiai legelő
- Önarckép
- George Sand arcképe